# Scott Adsit
Scott Robert Adsit, est un acteur américain né le 26 novembre 1965 à Northbrook en Illinois, aux (États-Unis).

## Biographie

### Enfance
Scott Adsit est né le 26 novembre 1965 à Northbrook en Illinois, aux (États-Unis).

## Filmographie

### Cinéma
- 1998 : Temporary Girl de Lisa Kotin et Johnny White : Seth
- 2001 : Potins mondains et amnésies partielles de Peter Chelsom : le taxi
- 2001 : Lovely and Amazing de Nicole Holofcener : l'homme au téléphone
- 2002 : Run Ronnie Run (en) de Troy Miller : le négociateur
- 2003 : Melvin Goes to Dinner de Bob Odenkirk : un homme
- 2003 : Grand Theft Parsons (en) de David Caffrey (en) : l'expert musical
- 2003 : Braquage à l'italienne de F. Gary Gray : l'homme dans la voiture
- 2004 : Le Terminal de Steven Spielberg : le taxi
- 2004 : L.A. Twister de Sven Pape : le technicien
- 2004 : Jusqu'au cou de Steven Brill : l'homme graisseux
- 2004 : Admissions de Melissa Painter : l'interviewer d'Harvard
- 2005 : Be Cool de F. Gary Gray : le directeur du programme
- 2005 : Match en famille de Jesse Dylan : Stew
- 2005 : Bad News Bears de Richard Linklater : Umpire
- 2006 : I Want Someone to Eat Cheese With de Jeff Garlin : Big Galoot
- 2006 : Admis à tout prix de Steve Pink (en) : le père qui n'en revient pas
- 2006 : For Your Consideration de Christopher Guest : le premier AD
- 2007 : Dante's Inferno (en) : plusieurs rôles
- 2007 : Mr. Woodcock : le vendeur de fromage
- 2008 : Turnover de Michael Blieden : Dr Ruderman
- 2009 : The Informant! de Steven Soderbergh : Sid Hulse
- 2010 : Last Night de Massy Tadjedin : Stuart
- 2011 : The Music Never Stopped (en) de   Jim Kohlberg : Dr Biscow
- 2011 : Arthur, un amour de milliardaire de Jason Winer (en) : l'homme en ourson de guimauve
- 2012 : The Discoverers (en) de Justin Schwarz : Harry Hardcore
- 2012 : Beforel Orel: Trust de Duke Johnson : Clay Puppington, Doughy Latchkey et Arthur Puppington
- 2013 : Tout pour lui plaire (A Case of You) de Kat Coiro (en) : le vendeur de fromage
- 2013 : Les Miller, une famille en herbe de Rawson Marshall Thurber : le médecin
- 2014 : Appropriate Behavior de Desiree Akhavan : Ken
- 2014 : Growing Up and Other Lies de Darren Grodsky et Danny Jacobs : le prêtre
- 2014 : St. Vincent de Theodore Melfi : David
- 2014 : Les Nouveaux Héros : Baymax
- 2015 : Uncle Nick de Chris Kasick : Kevin
- 2015 : Fan Girl de Paul Jarrett : Paul

- 2023 : Il était une fois un studio (Once Upon a Studio) de Dan Abraham et Trent Correy : Baymax

### Télévision
- 1996-1998 : Demain à la une : Grabowski et le taxi (3 épisodes)
- 1998 : Mr. Show with Bob and David (en) : plusieurs rôles (6 épisodes)
- 1999 : Un toit pour trois : Kevin (1 épisode)
- 2000 : Felicity : Professeur Howard Morrison (1 épisode)
- 2001 : Friends : le directeur (1 épisode)
- 2001 : Dharma et Greg : Howard (1 épisode)
- 2001 : Larry et son nombril : Joel Reynolds (1 épisode)
- 2001-2005 : Malcolm : Joe et un avocat (2 épisodes)
- 2002 : Ally McBeal : Dr Ted Slipp (1 épisode)
- 2002 : Une famille presque parfaite : Mike (1 épisode)
- 2003 : Le Cartel : l'homme addicte (1 épisode)
- 2003 : Les Experts : Miami : Izzy (1 épisode)
- 2003 : Alias : Pierre Lagravenese (1 épisode)
- 2004 : Charmed : l'homme en robe (1 épisode)
- 2004 : Le Drew Carey Show : Mitch (1 épisode)
- 2004 : Huff : Doug Columbo (1 épisode)
- 2004-2006 : Monk : Gordo et l'examinateur médical (2 épisodes)
- 2005 : Stacked : Ray (1 épisode)
- 2005-2008 : Robot Chicken : plusieurs rôles (4 épisodes)
- 2005-2008 : Moral Orel (en) : Clay Puppington et autres (38 épisodes)
- 2006 : The Office : le photographe (1 épisode)
- 2006 : The Colbert Report : Amiral Allendorfer (1 épisode)
- 2006-2013 : 30 Rock : Pete Hornberger (139 épisodes)
- 2008 : New York, unité spéciale : Dwight Lomax (1 épisode)
- 2008-2009 : Aqua Teen Hunger Force : Drewbacca et Hoppy Bunny (2 épisodes)
- 2009 : Life on Mars : Dr Clifford Dorsett (1 épisode)
- 2014 : Inside Amy Schumer : Dr Ron (1 épisode)
- 2014 : The Heart, She Holler (en) : le shérif (7 épisodes)
- depuis 2020 : The Walking Dead: World Beyond : Tony

### Jeu vidéo
- 2014 : Disney Infinity: Marvel Super Heroes : Baymax